# Semiothisa miliaria
Semiothisa miliaria là một loài bướm đêm trong họ Geometridae.